# Nowa Krępa (powiat garwoliński)
Nowa Krępa – wieś sołecka w Polsce, położona w województwie mazowieckim, w powiecie garwolińskim, w gminie Sobolew.
| SIMC    | Nazwa    | Rodzaj    |
| ------- | -------- | --------- |
| 0688367 | Teofilów | część wsi |

W latach 1975–1998 miejscowość administracyjnie należała do województwa siedleckiego.
Wierni Kościoła rzymskokatolickiego należą do parafii Świętej Rodziny i św. Apostołów Piotra i Pawła w Sobolewie.